# Arena Skövde

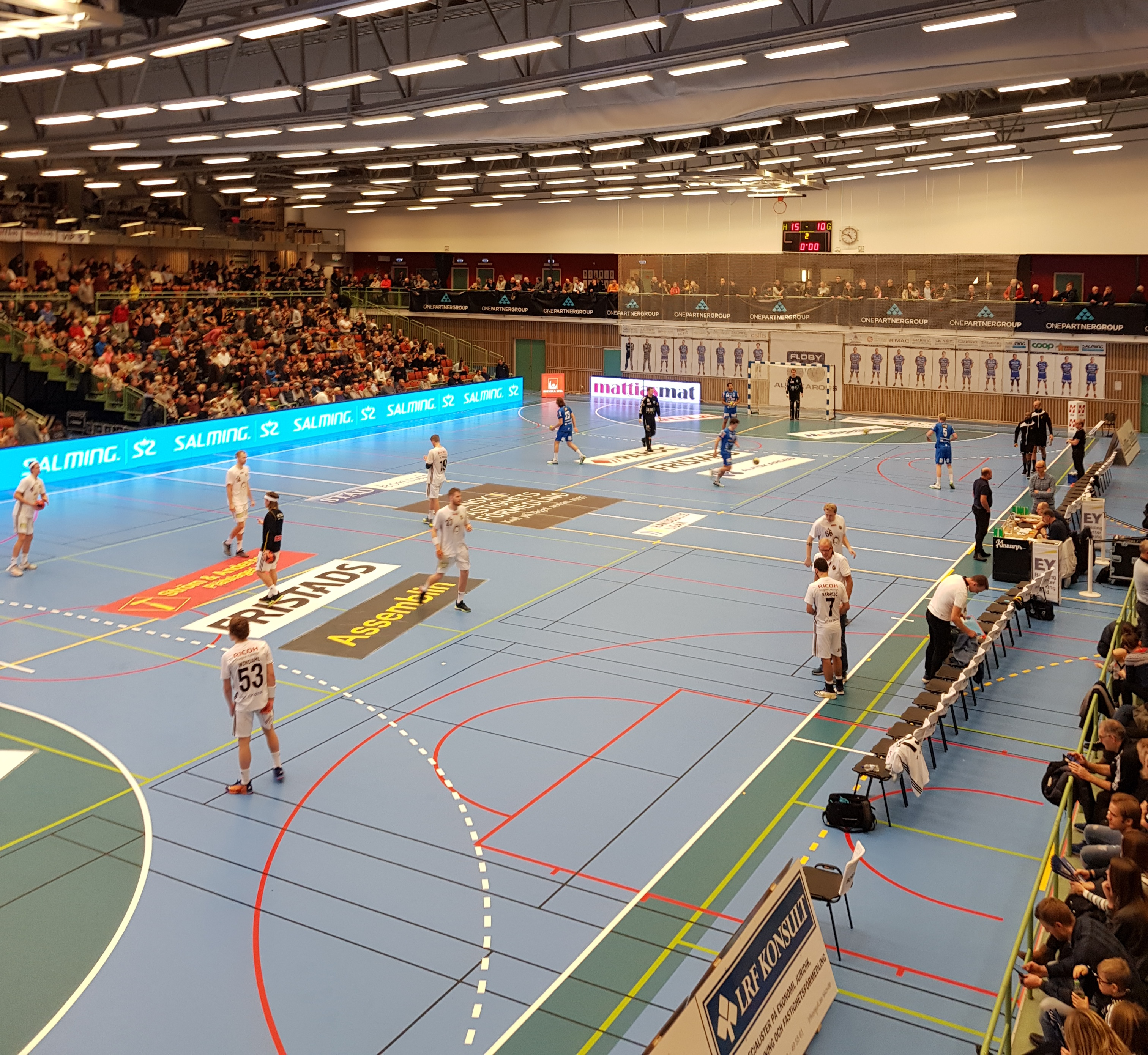
Handbollsmatch mellan IFK Skövde och AIK Handboll, 2018.

Arena Skövde är en idrottsanläggning i Skövde som även inrymmer simhall och äventyrsbad, Actic gym, bowlinghall samt en relaxavdelning och en sportbar. Arena Skövde är hemmaarena för IFK Skövde och Skövde HF, och även används av många andra idrottsföreningar i Skövde kommun vid större arrangemang.

## Översikt
Vid sportarrangemang i A-hallen är publikkapaciteten 2 516 besökare, varav 1 630 sittande, 770 stående, samt ytterligare 116 sittplatser på VIP-läktaren. Detta gör Arena Skövde till en av de större handbollshallarna i Sverige. vilket också resulterat i att flera landskamper spelats där. En del av matcherna under Handbolls-VM för herrar 2011 spelades i arenan.
I augusti 2007 beslutades det att Arena Skövde skulle byggas ut med bland annat äventyrsbad, nytt gym, relaxavdelning, bowlinghall, sportbar och ny foajé. Denna första etapp av utbyggnaden av Arena Skövde blev färdig i december 2009.
Ytterligare en etapp var då på planeringsstadiet. Denna andra etapp var tänkt att innehålla en kongresshall/konsertsal för 1 000 besökare, ett höghus innehållande hotell och bostäder, samt ett parkeringshus. Etapp två skulle, om den hade byggts, stått färdig till januari 2012. På grund av ekonomiska problem under 2009 blev det dock aldrig verklighet. Under början av 2012 rapporterades att vissa politiker ville fortsätta med planerna om än på annan plats. De anser nämligen att det fortfarande finns ett behov av lokaler för kongresser samt fler hotellrum.
Hela projektet Arena Skövde är ett samarbete mellan Skövde kommun och privata aktörer. Så var även tanken i den från början planerade etapp två där kommunen skulle bekosta kongresshallen, medan hotellet och bostäderna skulle uppföras av privata intressenter. Hur det kommer att bli om några fler utbyggnader blir aktuella är ännu inte bestämt.

## Historik
- 1971 byggdes C-hallen och 25-metersbassängen med undervisningsbassäng
- 1996 renoverades hela Arena Skövde
- 2002 byggdes rehabiliteringsbassängen, A-hallen och B-hallen
- 2008 byggdes sportbarerna och den nya foajén samt torget, Nautilus fick nya lokaler
- 2009 i augusti invigdes O'Learys bowling och restaurang
- 2009 i december invigdes upplevelsebadet med tillhörande relaxavdelning